# Coruja-do-capim
A Coruja-do-capim (Tyto capensis) é uma espécie africana de coruja que pertence à família das suindaras..
Ela foi descrita em 1834. Ao contrário das outras corujas Tyto, esta passa a maior parte do tempo em gramados altos.

## Habitat
A Coruja-do-capim pode ser encontrada em áreas de pastagem úmida e savanas abertas de grama alta. No leste Africano, a espécia pode ser vista também em pastagens secas e em grandes altitudes nos Montes Aberdare e Monte Quénia. No sul da África essa espécie geralmente prefere permanecer em pântanos, em áreas de grama alta e densa, porém pode também ser vista em áreas de baixa vegetação próxima de fontes naturais de água.

## Conservação da espécie
A Coruja-do-capim é considerada "Pouco preocupante" em termos de risco de extinção, porém, na África do Sul a espécie é considerada vulnerável graças à degradação do seu habitat natural causada pelo arado, drenamento de água e padronização da vegetação para pastoreio e queimadas.
1. ↑  «Tyto capensis (African grass-owl)». Biodiversity Explorer. Iziko: Museums of South Africa. Consultado em 23 de outubro de 2016